# Rullo di Jefferson

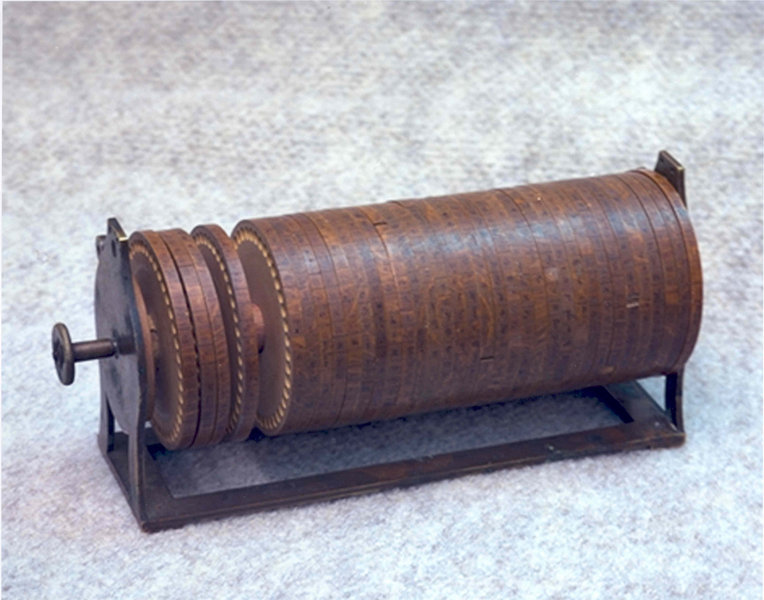
Rullo di Jefferson

Il Rullo di Jefferson, noto anche come Wheel Cypher, è un cifrario che fu inventato intorno al 1790 dal presidente statunitense Thomas Jefferson.

## Storia
Lo strumento chiamato rullo di Jefferson fu inventato, nel periodo tra il 1790 ed il 1793, quando Thomas Jefferson ricopriva la carica di segretario di stato, con lo scopo di codificare messaggi contenenti informazioni sensibili.
Durante il periodo della guerra d'indipendenza americana, lo statista riconobbe quale fosse l'importanza dei messaggi cifrati. Dal momento che molti messaggi dovevano essere recapitati, o tramite un messaggero o tramite l'ausilio di staffette, ad un destinatario lontano, essi erano spesso esposti alla vista di occhi indiscreti.
Per evitare che questi messaggi importanti potessero essere letti, Jefferson inventò un metodo molto semplice e ingegnoso per la loro codifica: il meccanismo era un rullo composto da 26 dischi di legno infilati su di una asta metallica sul cui bordo erano incise le lettere dell'alfabeto in ordine sparso.
Per codificare un messaggio bastava individuare la lettera da trasporre sul primo rullo e ruotare in modo opportuno i rulli, ripetendo l'operazione per ogni singola lettera.
Affinché il messaggio venisse codificato in modo corretto era necessario che ad ogni nuova lettera che lo componeva chi cifrava il testo scegliesse un nuovo rullo sul quale identificare la lettera.
Dal momento che tutti i rulli erano fra loro collegati bastava quindi che chi codificava il messaggio ruotasse i rulli prescelti in modo che le lettere apparissero lungo la stessa colonna e scegliesse un'altra colonna dalla quale ricopiare le lettere. Per decodificare bastava quindi, notare l'ordine dei rulli utilizzati per codificare il messaggio, ruotare gli stessi rulli utilizzati in precedenza in modo che il messaggio cifrato apparisse in una colonna verticale.
Il messaggio decodificato appariva perciò in una delle restanti colonne verticali e lo si identificava semplicemente dal fatto che era l'unico messaggio sensato. Affinché il messaggio potesse essere decifrato con successo era però necessario che chi decifrava il messaggio avesse impostato i rulli con la stessa sequenza di chi aveva cifrato il messaggio. In altre parole per decifrare il messaggio bisognava essere in possesso sia del messaggio cifrato che della chiave per decifrarlo.
Pare che Jefferson non abbia mai usato direttamente questo apparecchio, tuttavia il rullo fu utilizzato dai suoi collaboratori fino al 1802, per essere riscoperto solo nel 1890 da un funzionario di stato francese.
Sempre sulla base del rullo di Jefferson fu sviluppata, durante la prima guerra mondiale, lo strumento di crittografia chiamato M94, che rimase in servizio fino al 1922.

## Funzionamento del rullo in base a un semplice esempio
Di seguito si illustra il funzionamento del rullo di Jefferson in base ad un semplice esempio, dove per semplicità si suppone che il rullo sia composto di soli 10 dischi, i quali sono numerati da uno a dieci nel seguente ordine.
| 1:  | < ZWAXJGDLUBVIQHKYPNTCRMOSFE < |
| 2:  | < KPBELNACZDTRXMJQOYHGVSFUWI < |
| 3:  | < BDMAIZVRNSJUWFHTEQGYXPLOCK < |
| 4:  | < RPLNDVHGFCUKTEBSXQYIZMJWAO < |
| 5:  | < IHFRLABEUOTSGJVDKCPMNZQWXY < |
| 6:  | < AMKGHIWPNYCJBFZDRUSLOQXVET < |
| 7:  | < GWTHSPYBXIZULVKMRAFDCEONJQ < |
| 8:  | < NOZUTWDCVRJLXKISEFAPMYGHBQ < |
| 9:  | < XPLTDSRFHENYVUBMCQWAOIKZGJ < |
| 10: | < UDNAJFBOWTGVRSCZQKELMXYIHP < |

Si supponga quindi che la chiave per decifrare il messaggio sia la seguente sequenza: 7, 9, 5, 10, 1, 6, 3, 8, 2, 4; e che il messaggio da cifrare sia "retreat now" (ritiratevi ora). Per cifrare il messaggio è sufficiente mettere in sequenza i dischi nell'ordine prestabilito dalla chiave e far sì che le lettere del messaggio da cifrare appaiano nella prima colonna. A questo punto basta scegliere una tra le restanti colonne e copiare le lettere nello stesso ordine (nel caso preso in esame quindi la settima colonna).
| 7:  | < R AFDCE O NJQGWTHSPYBXIZULVKM < |
| 9:  | < E NYVUB M CQWAOIKZGJXPLTDSRFH < |
| 5:  | < T SGJVD K CPMNZQWXYIHFRLABEUO < |
| 10: | < R SCZQK E LMXYIHPUDNAJFBOWTGV < |
| 1:  | < E ZWAXJ G DLUBVIQHKYPNTCRMOSF < |
| 6:  | < A MKGHI W PNYCJBFZDRUSLOQXVET < |
| 3:  | < T EQGYX P LOCKBDMAIZVRNSJUWFH < |
| 8:  | < N OZUTW D CVRJLXKISEFAPMYGHBQ < |
| 2:  | < O YHGVS F UWIKPBELNACZDTRXMJQ < |
| 4:  | < W AORPL N DVHGFCUKTEBSXQYIZMJ < |

Per decifrare il messaggio è pertanto sufficiente essere in possesso della chiave 7, 9, 5, 10, 1, 6, 3, 8, 2, 4 secondo la quale ordinare i dischi del rullo e ricevere il messaggio da decifrare: OMKEGWPDFN. Mettendo i dischi nell'ordine prestabilito e ruotando i singoli dischi, affinché il messaggio appaia in una qualsiasi colonna, basta quindi leggere tutte le restanti colonne dall'alto verso il basso ed individuare l'unico messaggio che abbia senso.